# پرندگان شیرجه‌زن

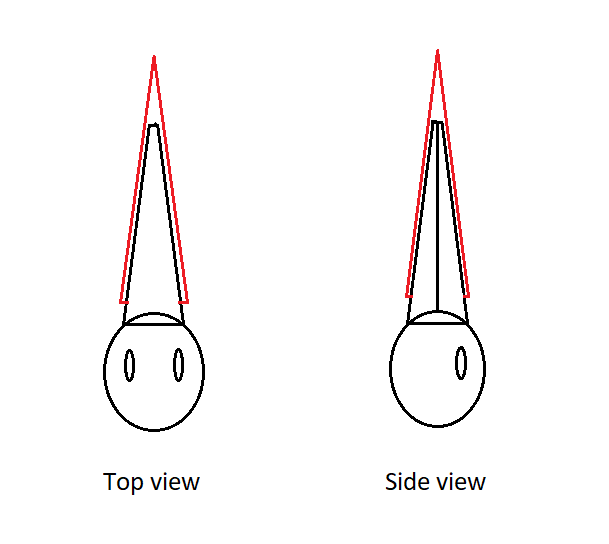
زاویه نوک

پرندگان شیرجه‌زن (به انگلیسی: Diving bird)، پرندگانی هستند که برای گرفتن ماهی یا طعمه‌های دیگر در آب فرومی‌روند. این گونه پرندگان ممکن است از حالت پرواز وارد آب شوند، مانند پلیکان‌ها، گانت‌ها و نوک‌سرخ‌ها. یا ممکن است از سطح آب شیرجه بزنند، مانند اردک‌های شیرجه‌زن، باکلان‌ها و پنگوئن‌ها. نظریه این است که آن‌ها از پرندگانی که پیش‌تر برای شنا سازگار شده بودند تکامل یافته‌اند و به سازگاری‌هایی مانند پاهای پره‌دار یا پرده‌دار برای رانش مجهز شده بودند.

## پرندگان شیرجه‌زن با پای پروانه‌ای
برخی از پرندگان شیرجه‌زن، به عنوان مثال باخترمرغان منقرض‌شده دورهٔ کرتاسه، خود را با پاهای خود به حرکت درآوردند. آن‌ها پرندگانی بزرگ، ساده و بدون پرواز با دندان‌هایی برای گرفتن طعمه‌های لغزنده بودند. امروزه باکلان‌ها (خانواده Phalacrocoracidae)، غواص‌ها (Gaviidae) و کشیم‌ها (Podicipedidae) گروه‌های اصلی پرندگان غواص هستند که با پای پروانه‌ای (Foot-propelled) حرکت می‌کنند.

## پرندگان شیرجه‌زن با بال پروانه‌ای
دیگر پرندگان شیرجه‌زن بال‌پروانه‌ای (Wing-propelled) هستند، به ویژه پنگوئن‌ها (پنگوئن‌سانان)، زیرآبروک‌ها (Cinclus) و ماهی‌گیرک‌ها (Alcidae).

## پرندگان شیرجه‌زن
گردن پرندگان از بالا شیرجه‌زن (plunge-diving birds) نیز منحصر به فرد است. پرندگان شیرجه‌زن می‌توانند از ارتفاع ۴۵ متری شیرجه بزنند و به سرعت تا ۲۴ متر بر ثانیه بدون آسیب می‌رسند. گردن آن‌ها در هنگام شیرجه زدن نقش مهمی ایفا می‌کند. عضله گردن آن‌ها در طول فرایند ضربه منقبض می‌شود و تاندون‌ها به عنوان یک نیروی تثبیت‌کننده در طول شیرجه به استخوان‌ها کشش وارد می‌کنند. این به آن‌ها اجازه می‌دهد تا بتوانند با خیال آسوده شیرجه بزنند، غواصی عمیق‌تری داشته باشند و در نتیجه حجم آب در دسترس پرندگان را افزایش دهند و در عین حال شکار را غافلگیر کنند. پرندگان شیرجه‌زن از بالا به دلیل سازوکار شیرجه زدن، از آن‌هایی که از روی سطح آب شیرجه می‌زنند، کمتر شیرجه می‌زنند.